# Samsø
Samsø é um município da Dinamarca, localizado na região central, no condado de Arhus.
O município tem uma área de 114 km² e uma  população de 4 221 habitantes, segundo o censo de 2003.